# Konstans II (cesarz bizantyński)
Konstans II Brodaty (Constans II Pogonatus, ur. 7 listopada 630, zm. 15 września 668) – cesarz bizantyński od 641 roku do śmierci.

## Życiorys
Był synem Konstantyna III i jego żony Gregorii. Tron odziedziczył po swoim stryju – Herakleonasie, obalonym w wyniku zamieszek w Konstantynopolu. W celu zapewnienia sobie pełni władzy kazał wyświęcić na księdza swego brata Teodozjusza i następnie go zamordować.

Cesarstwo Bizantyńskie w roku 650. Miało we władaniu mały odsetek terenów byłego Cesarstwa Zachodniorzymskiego, ale utraciło wiele prowincji na wschodzie.

Początek panowania cesarza upłynął pod znakiem zagrożenia ze strony Arabów. Pod wodzą kalifa Umara i jego dowódców przygotowywali się do oblężenia Konstantynopola od strony lądu i morza, jednak powstrzymała ich śmierć arabskiego władcy. Konstans II zmuszony został do rezygnacji z ziem egipskich, gdy jego flota poniosła klęskę pod Finike w 655 roku. Wykorzystując względny spokój na froncie arabskim cesarz skierował się nad Dunaj, gdzie w 658 roku pokonał plemiona słowiańskie. Do trudnej sytuacji Konstansa przyczyniły się również liczne bunty uzurpatorów. W latach 646–647 w egzarchacie Kartaginy panował samozwańczy cesarz Grzegorz, pokonany przez Arabów pod Sufetulą. Z kolei w Italii i Sycylii basileusem ogłosił się w 649 roku Olimpios, wysłany uprzednio przez Konstansa z misją uwięzienia papieża Marcina I. Bunt zakończył się wraz z nagłą śmiercią Olimpiosa w 652 roku. 
W polityce religijnej Konstans II sprzyjał jawnie monoteletyzmowi. Aby ugruntować pozycję doktryny ogłosił traktat religijny Typos, co jednak doprowadziło do niepokojów na tle religijnym. Samozwaniec afrykański Grzegorz był zwolennikiem ortodoksji, a Olimpios ogłosił się cesarzem wykorzystując niepopularność Konstansa w Italii. W związku z planami odzyskania afrykańskich posiadłości i Sycylii, cesarz nosił się z zamiarem przeniesienia stolicy imperium do Syrakuz. Aby ugruntować następstwo tronu, uczynił współpanującymi swoich synów: w 654 roku Konstantyna (późniejszego cesarza), a w 659 roku Tyberiusza i Herakliusza. 
Dokonał gruntownej reorganizacji Marynarki Wojennej Cesarstwa. W 663 roku wyruszył na czele nowej floty na Sycylię w celu uratowania wyspy i Północnej Afryki z Kartaginą przed zajęciem ich przez Arabów. Poniósł jednak klęskę. Został zamordowany w Syrakuzach 15 września 668 roku podczas kąpieli. Zabił go jeden z jego dworzan, koubikoularius Andrzej. Po jego śmierci cesarzem ogłosił się komes Opsikionu Mezizios, którego kilka miesięcy później, z silnym poparciem papieża Witaliana zastąpił prawowity następca – syn Konstantyn IV.
Zwłoki Konstansa przywieziono do Konstantynopola i pochowano w kościele Świętych Apostołów.
Jego żoną była Fausta, córka Valentinusa. Konstans miał z nią trzech synów:
- Konstantyna IV, współcesarza od 654 i kolejnego cesarza,
- Herakliusza, współcesarza w latach 659–681,
- Tyberiusza, współcesarza w latach 659–681.